# Hôpital d'Youville de Sherbrooke
L'Hôpital D'Youville de Sherbrooke est un centre hospitalier fondé en 1875 dans la ville de Sherbrooke.
Initialement appelé Hospice du Sacré-Cœur et tenu par les Sœurs de la charité de Saint-Hyacinthe (Sœurs Grises), il héberge des personnes âgées, des orphelins, des malades et des pauvres.

## Soins hospitaliers
En 1896, Mgr Paul Larocque réclame la fondation d’une maison mère et d’un noviciat à Sherbrooke pour qu’elles développent les soins aux malades car il n’existe pas encore d’hôpital francophone catholique à l’extérieur de Québec, Trois-Rivières et Montréal. En 1889 la municipalité de Sherbrooke ouvre un hôpital pour les malades contagieux. L’hôpital civique (Smallpox Hospital), situé rue Galt Ouest, isole les patients atteints de Variole, petite vérole ou Scarlatine qui ne peuvent être logés à l'Hôpital D'Youville. La même communauté religieuse gère ce centre de quarantaine ou malades et religieuses sont isolés et vivent sans droit de sortie à moins d'une permission spéciale.

## Modernisation des soins
Les soins en milieu hospitalier ainsi que les découvertes médicales conduisent les religieuses à entreprendre la construction d'une nouvelle bâtisse dans l'est de la ville. En 1906 le nouvel hôpital est béni par Mgr Larocque et porte le nom d'Hôpital Général Saint-Vincent-de-Paul. En plus de services en médecine, l'institution héberge une école d'infirmières en 1913.

## De nos jours
En 1996, l'hôpital est renommé l'Institut universitaire de gériatrie de Sherbrooke après la fusion avec le Sherbrooke Hospital.